# Betlejem
Betlejem (hebr. ‏בֵּית לֶחֶם‎, Bêṯ Leḥem, dosłownie „dom chleba”; nowohebrajskie Bet Lechem; arab. ‏بيت لحم‎, Bajt Lahmⓘ, „dom mięsa”) – miasto w muhafazie Betlejem w Państwie Palestyna. Ważny ośrodek palestyńskiej władzy administracyjnej i centrum palestyńskiej kultury. Miejsce narodzin Jezusa Chrystusa.

## Położenie
Miasto jest położone w zachodniej części Judei na wysokości około 775 m n.p.m. Leży w odległości 10 km na południe od Jerozolimy, 59 km na południowy wschód od wybrzeża Morza Śródziemnego i 75 km na zachód od Ammanu – stolicy Jordanii.
W jego otoczeniu znajdują się miasta Jerozolima (osiedla Gillo, Bajt Safafa, Giwat ha-Matos i Har Homa), Bajt Dżala i Bajt Sahur, miasteczko Al-Chadr, kibuc Ramat Rachel oraz wsie Al-Asakra, Hindaza i Artas. Muhafaza Betlejem obejmuje sąsiednie miasta Bajt Dżala i Bajt Sahur, a także obozy uchodźców palestyńskich Ad-Duhajsza, Ajida i Azza.

### Podział administracyjny

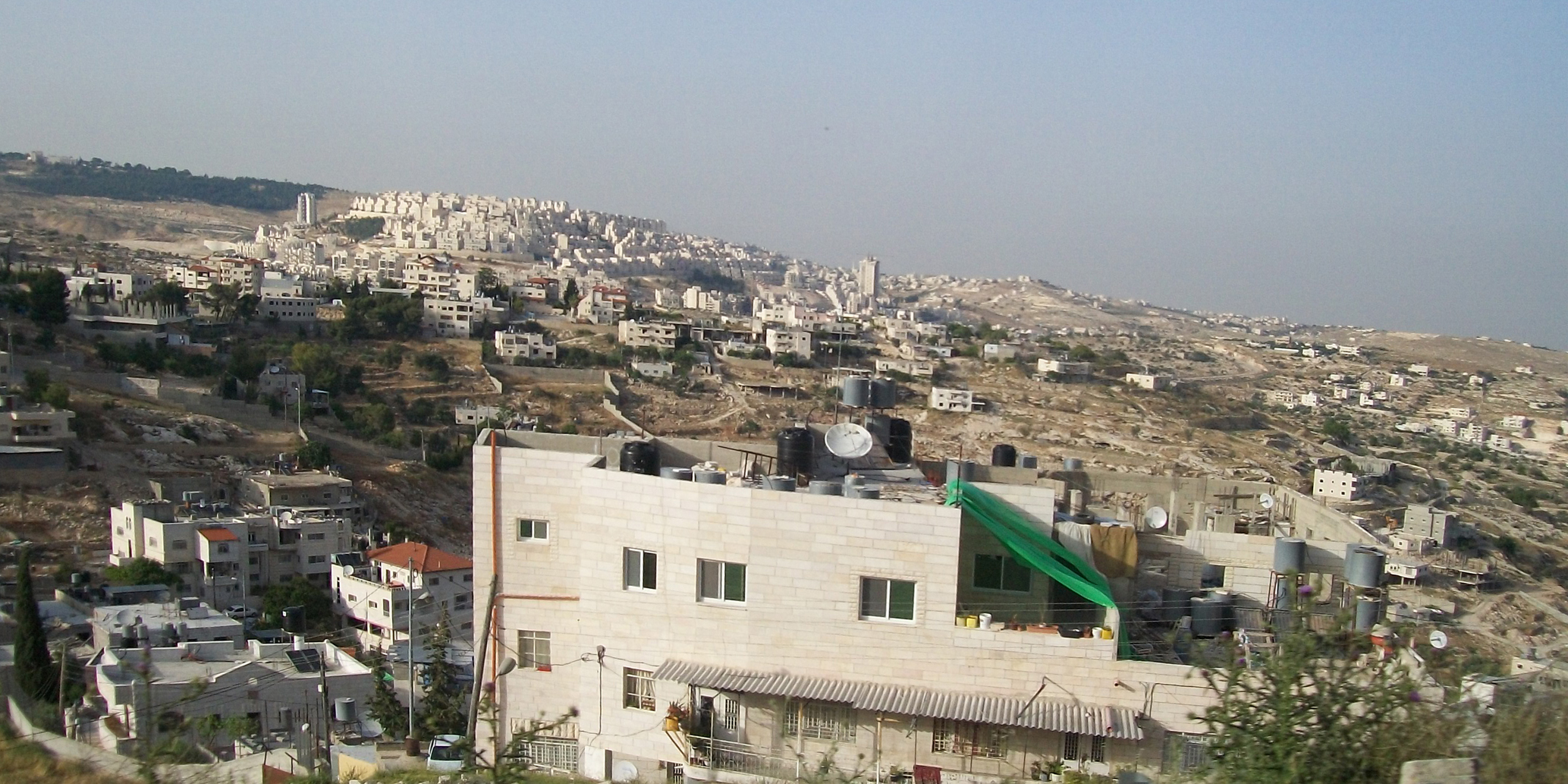
Panorama jednego z osiedli w Betlejem

Dzielnice mieszkaniowe (Harat) w Betlejem są żywą historią miasta. Tworzą niezwykłą mozaikę otaczającą główny plac Żłóbka. Ich nazwy pochodzą zwykle od miejsc, z których przybyli osadnicy (np. Harat Nadżar to miejsce, gdzie osiedlili się przybywający z krainy Nadżar wcześni chrześcijanie, przedstawiciele chrześcijaństwa monofizyckiego), bywa też, że nazwy są związane z jakąś legendą (np. Harat Tardżuma, czyli Dzielnica Tłumaczy, której założyciel, Włoch, ożenił się chrześcijanką arabskiego pochodzenia i pracował jako tłumacz dla księży oraz pielgrzymów) lub np. z funkcją (Harat al-‘Ajn, czyli źródło – miejsce, skąd miasto czerpało wodę). Głównym traktem jest biegnąca od placu Żłóbka ulica Żłóbka z licznymi sklepami, pracowniami jubilerskimi, barami i kafejkami. W otoczeniu miasta znajdują się winnice, gaje oliwne i migdałowce.

## Demografia
Według danych Palestyńskiego Centralnego Biura Statystycznego w 2016 w Betlejem zamieszkiwało 31 799 mieszkańców.
Populacja miasta pod względem wieku (2007):
| Wiek (w latach) | Procent populacji w % |
| --------------- | --------------------- |
| 0–9             | 27,4%                 |
| 10–19           | 20%                   |
| 20–29           | 17,3%                 |
| 30–44           | 17,7%                 |
| 45–64           | 12,1%                 |
| >66             | 5,3%                  |

## Historia
Betlejem jest ośrodkiem palestyńskich chrześcijan jak i miejscem pielgrzymek. Według ewangelii Mateusza i Łukasza, Betlejem to miejsce narodzenia Jezusa Chrystusa.
Pierwotnie Betlejem nazywano Efrata, nazwę tę zawiera Księga Rodzaju. Pochodzili stamtąd Elimelek i jego żona Noemi oraz ich synowie, a także Booz z Księgi Rut. Nazywane było również Betlejem Efrata, a także Betlejem Judzkie – dla odróżnienia drugiej miejscowości o tej samej nazwie, Betlejem w Galilei.
Według Ewangelii Mateusza po narodzinach Jezusa (5/4 p.n.e.) na rozkaz króla Heroda zamordowani zostali wszyscy chłopcy w Betlejem mający do dwóch lat. W II wieku wspomniał o tym Justyn Męczennik. Jeżeli tzw. rzeź niewiniątek w ogóle się wydarzyła, realna liczba zabitych wynosiła około dwudziestu dzieci.
W latach 132–135 Grotę Narodzenia obudowano rzymską świątynią Adonisa. Bazylika Narodzenia Pańskiego została zbudowana w 326 roku za panowania Konstantyna Wielkiego, dzięki fundacji św. Heleny, zniszczona w 529 przez Samarytan, w 550 roku została przebudowana za panowania Justyniana I Wielkiego.
W 614 roku do Betlejem weszli Persowie, a w 637 kalif Umar ibn al-Chattab, który obok kościoła wybudował meczet. W 1099 roku Betlejem zajęli krzyżowcy, z bazyliki usunięto greckich duchownych, miasto otoczono murem, a w XII wieku bazylika została rozbudowana przez krzyżowców. Pod nią znajduje się Grota Narodzenia. W latach 1187–1229 miasto ponownie znalazło się w rękach muzułmanów, w 1250 zburzono mury miejskie. Grota Narodzenia przeszła pod wspólną kontrolę prawosławnych, katolików i Ormian, a współcześnie pod kontrolę prawosławnej cerkwi greckiej i kościoła katolickiego.
W 1948 Betlejem włączono do Jordanii, w 1967 miasto zajęły wojska Izraela, w 1973 założono niepubliczny katolicki Uniwersytet Betlejem.
Podczas pierwszej Intifady palestyńscy rebelianci 19 września 1989 ostrzelali z broni maszynowej autobus z niemieckimi turystami, raniąc 3 osoby, zaś dwa dni później obrzucili kamieniami inny autobus z niemieckimi turystami raniąc 2 osoby. 9 grudnia 1990 wrzucili bombę do miejscowego posterunku wojskowego, przez co zginął 1 izraelski żołnierz, a 20 osób zostało rannych.
W 1995 miasto przekazano Palestyńczykom. W 2002 roku Bazylika Narodzenia Pańskiego była zajmowana przez kilkudziesięcioosobową grupę bojowników palestyńskich, którzy schronili się tam w czasie akcji policyjnej wojsk izraelskich – po 5-tygodniowym oblężeniu zawarto porozumienie, na mocy którego część bojowników została odesłana do Gazy, a kilkunastu deportowano do krajów europejskich. Po uwolnieniu kościoła znaleziono w nim kilkadziesiąt założonych ładunków wybuchowych. Betlejem znajduje się od tej pory pod zaostrzoną kontrolą – blokada dróg i okresowe wprowadzanie godziny policyjnej.
W 2012 roku odkryto bullę z okresu Pierwszej Świątyni (1006–586 p.n.e.), na której wymieniona jest nazwa Betlejem.

## Zabytki i atrakcje
- Bazylika Narodzenia Pańskiego,

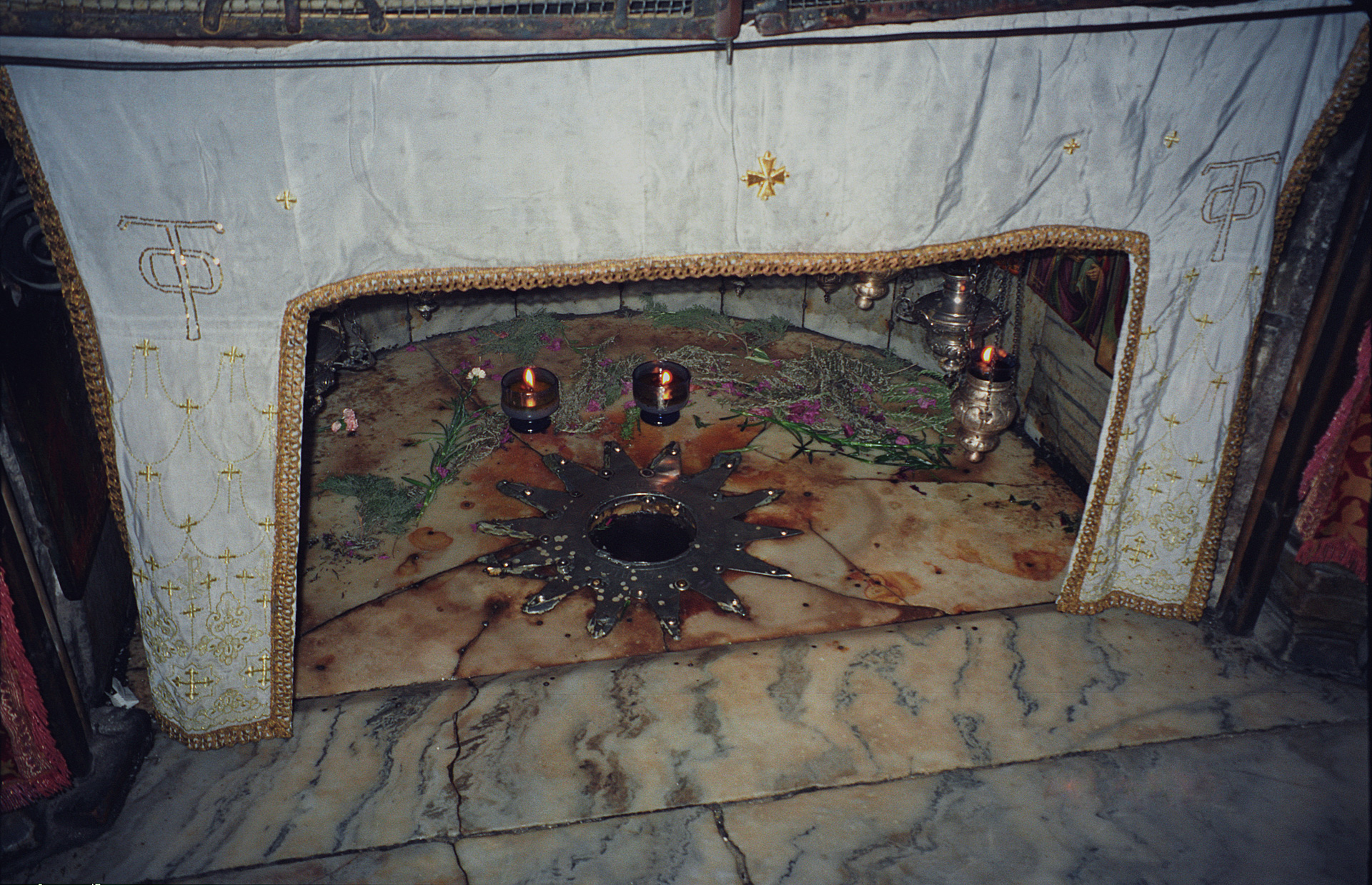
Bazylika Narodzenia Pańskiego, srebrna gwiazda wskazuje miejsce, w którym narodził się Chrystus. Jest tam napis o treści Hic de Virgine Maria Iesus Christus natus est.

- Kościół św. Katarzyny Aleksandryjskiej,
- Grota Mleczna,
- okoliczne klasztory (Artas) i kościoły, Pole Pasterzy (Bajt Sahur),
- Studnia Dawida,
- Grób Racheli,
- Hotel Walled-Off z muzeum.

## Gospodarka
Gospodarka Betlejem obejmuje rzemiosło, handel i drobny przemysł, m.in. pamiątkarstwo; przemysł rolno-spożywczy – uprawę winnic, fig i oliwek. Duże znaczenie gospodarcze ma turystyka, zwłaszcza pielgrzymkowa.

## Współpraca
Miejscowości partnerskie:

- Abu Zabi, Zjednoczone Emiraty Arabskie
- Asyż, Włochy
- Ateny, Grecja
- Belo Horizonte, Brazylia
- Burlington, Stany Zjednoczone
- Chartres, Francja
- Civitavecchia, Włochy
- Concepción, Chile
- Conversano, Włochy
- Cuzco, Peru
- Częstochowa, Polska
- Florencja, Włochy
- Glasgow, Wielka Brytania
- Greccio, Włochy
- Grenoble, Francja
- Haga, Niderlandy[12]
- Joplin, Stany Zjednoczone
- Kalocsa, Węgry
- Kolonia, Niemcy
- Kordoba, Hiszpania
- Lacjum, Włochy
- Leganés, Hiszpania
- Lizbona, Portugalia
- Madaba, Jordania
- Marrickville, Australia
- Mediolan, Włochy
- Monterrey, Meksyk
- Montevarchi, Włochy
- Natal, Brazylia
- Orlando, Stany Zjednoczone, Stany Zjednoczone
- Orvieto, Włochy
- Paray-le-Monial, Francja
- Pawia, Włochy
- Petersburg, Rosja
- Pratovecchio, Włochy
- Pretoria, Południowa Afryka
- Rabat, Maroko
- Sacramento, Stany Zjednoczone
- Saragossa, Hiszpania
- Sarpsborg, Norwegia
- San Miniato, Włochy
- Sant’Anastasia, Włochy
- Steyr, Austria
- Strasburg, Francja
- Třebechovice pod Orebem, Czechy
- Tournai, Belgia
- Umbria, Włochy
- Werona, Włochy
- Valinhos, Brazylia
- Villa Alemana, Chile
- Yalvaç, Turcja
- Chełm, Polska